# مغ (فیلم ۱۹۶۸)
مُغ (انگلیسی: The Magus) فیلمی بریتانیایی در سبک فانتزی و معمایی به کارگردانی گای گرین است که در سال ۱۹۶۸ منتشر شد.

## بازیگران
- مایکل کین
- آنتونی کوئین
- کندیس برگن
- آنا کارینا
- جولیان گلاور
- جان فاولز